# Ladislav Rakovac
Ladislav Rakovac (Varaždin, 6. prosinca 1847. – Zagreb, 14. travnja 1906.) je bio hrvatski liječnik internist, zaslužan za unaprjeđenje javnoga zdravstva u Hrvatskoj.

## Životopis
Medicinu i kirurgiju studirao je u Beču, gdje je poslije studija radio po raznim klinikama. Kod prof. Ducheka postaje asistent na njegovoj klinici. Specijalizirao je internu medicinu. Bio je prvi hrvatski internist. Od 1874. do 1880. bio je voditeljem odjela za unutarnje bolesti Bolnice milosrdne braće u Zagrebu. Do 1892. bio je tajnik Zdravstvenog odjela Zemaljske vlade. Pridonio je brojnim zdravstvenim zakonima i uredbama za unaprjeđenje javnoga zdravstva u Hrvatskoj, a kojima se radi na prevenciji bolesti (cijepljenje, liječenje sušice po Kochu) i osnivanju bakteriološkog zavoda (s dr. Švrljugom) i zavoda za proizvodnju cjepiva (s G. Beilom i I. Žirovičićem).
Predsjedavao je Sborom liečnika kraljevina Hrvatske i Slavonije od 9. kolovoza 1880. do 15. srpnja 1882. godine. Umirovio se 1892. no i nakon toga radi kao privatnik. Bio je najpoznatiji zagrebački internist. Opet je predsjednikom Sbora liječnika od 30. siječnja 1893. do 14. travnja 1906. godine, kojem je postao počasnim članom još za predsjedničkog mandata, 1895. godine. Godinu prije postao je odjelni savjetnik kraljevske hrvatsko-slavonsko-dalmatinske zemaljske vlade. Za njegova mandata Sbor je doveo na visoku razinu. Hrvatski liječnički zbor mu je zato u čast njemu nazvalo odličje  koje "dodjeljuje Skupština HLZ-a članu HLZ-a za posebno aktivan rad u HLZ-u te za utvrđeni doprinos unapređenju rada HLZ-a u stručnom, znanstvenom ili organizacijskom pogledu, i koji je najmanje 25 godina neprekidno član HLZ-a, osim u izuzetnim slučajevima naročito značajnog doprinosa HLZ-u, medicinskoj struci i znanosti."
Bio je počasni član inozemnih liječničkih društava (Kranjske, Srbije i Češke).